# Alan Grafen
Alan Grafen (* 1956 in Dollar, Vereinigtes Königreich) ist ein schottischer Verhaltensbiologe und  Evolutionsbiologe und Professor für Theoretische Biologie an der University of Oxford. Grafen arbeitete ausgiebig auf dem Gebiet der biologischen Spieltheorie. 1990 zeigte er in einer auf mathematischen Beweisen aufgebauten Theorie auf, dass das von Amotz Zahavi entwickelte Handicap-Prinzip in der Natur tatsächlich existieren kann.
Er veröffentlichte auch eine wegweisende Arbeit auf dem Gebiet der phylogenetischen Vergleichsmethoden, in welcher er zeigte, wie phylogenetisch fundierte statistische Analysen durch Werkzeuge der verallgemeinerten Methode der kleinsten Quadrate durchgeführt werden können.
Alan Grafen ist Fellow der Royal Society.

## Trivia
Seinen ehemaligen Studienberater Richard Dawkins ehrte er 2006 mit dem Buch Richard Dawkins: How a Scientist Changed the Way We Think.

## Auszeichnungen
- 2011: Fellow of the Royal Society
- 2011: ASAB Medaille

## Schriften (Auswahl)
- Evolution and Its Influence (Herbert Spencer Lecture). Clarendon Press, 1989, ISBN 978-0-19-827275-5.
- mit Rosie Heils: Modern Statistics for the Life Sciences. Oxford University Press, 2002, ISBN 978-0-19-925231-2.
- mit Mark Ridley: Richard Dawkins: How a Scientist Changed the Way We Think. Oxford University Press, 2006, ISBN 978-0-19-929116-8.
- Biological Fitness and the Fundamental Theorem of Natural Selection. In: The American Naturalist. Band 186, Nr. 1, 2015, S. 1–14, doi:10.1086/681585.
- mit Paul Crewe und Richard Gratwick: Defining fitness in an uncertain world. In: Journal of Mathematical Biology. Band 76, Nr. 5, 2018, S. 1059–1099, doi:10.1007/s00285-017-1164-z.